# 德島 (南極洲)
67°15′S 67°42′W / 67.250°S 67.700°W
德島是南極洲的島嶼，位於葛拉漢地西面對開海岸的洛伯夫灣北部，處於懷亞特島以北4公里，長13公里、寬6公里，英國的探險隊在1936年首次該島嶼。